# اندرو ئی. لانگ
اندرو ئی. لانگ (انگلیسی: Andrew E. Lange؛ زاده ۲۳ ژوئیهٔ ۱۹۵۷ درگذشته ۲۲ ژانویهٔ ۲۰۱۰) ستاره‌شناس و اخترفیزیکدان شاغل در مؤسسه فناوری کالیفرنیا اهل ایالات متحده آمریکا بود.